# 穆隆古希河
14°53′03″S 29°11′36″E / 14.8842°S 29.1933°E
穆隆古希河（Mulungushi River）是卢安瓜河及伦塞姆富瓦河的支流，位于赞比亚中部，属赞比西河流域。穆隆古希河发源于卡布韦西北部的高原上，沿东南方向流经卢安瓜裂谷，最终汇入伦塞姆富瓦河。穆隆古希河在卡布韦附近建有穆隆古希大坝 。